# What For?
Ne doit pas être confondu avec Whatfor.
Chansons représentant la Lettonie au Concours Eurovision de la chanson
Probka
(2009) Angel in Disguise
(2011)
What For? est la chanson représentant la Lettonie au Concours Eurovision de la chanson 2010. Elle est interprétée par Aisha.
La chanson est élue lors de l'émission de télévision Eirodziesma 2010, le 27 février 2010. Elle reçoit le plus grand nombre de votes du télévote et le deuxième plus grand nombre de votes du jury.
La chanson fait partie de la première demi-finale le 25 mai 2010. Elle est la sixième de la soirée, suivant Työlki ellää interprétée par Kuunkuiskaajat pour la Finlande et précédant Ovo je Balkan interprétée par Milan Stanković pour la Serbie.
À la fin des votes, What For? obtient onze points et prend la dernière place sur dix-sept participants.